# Wightlink

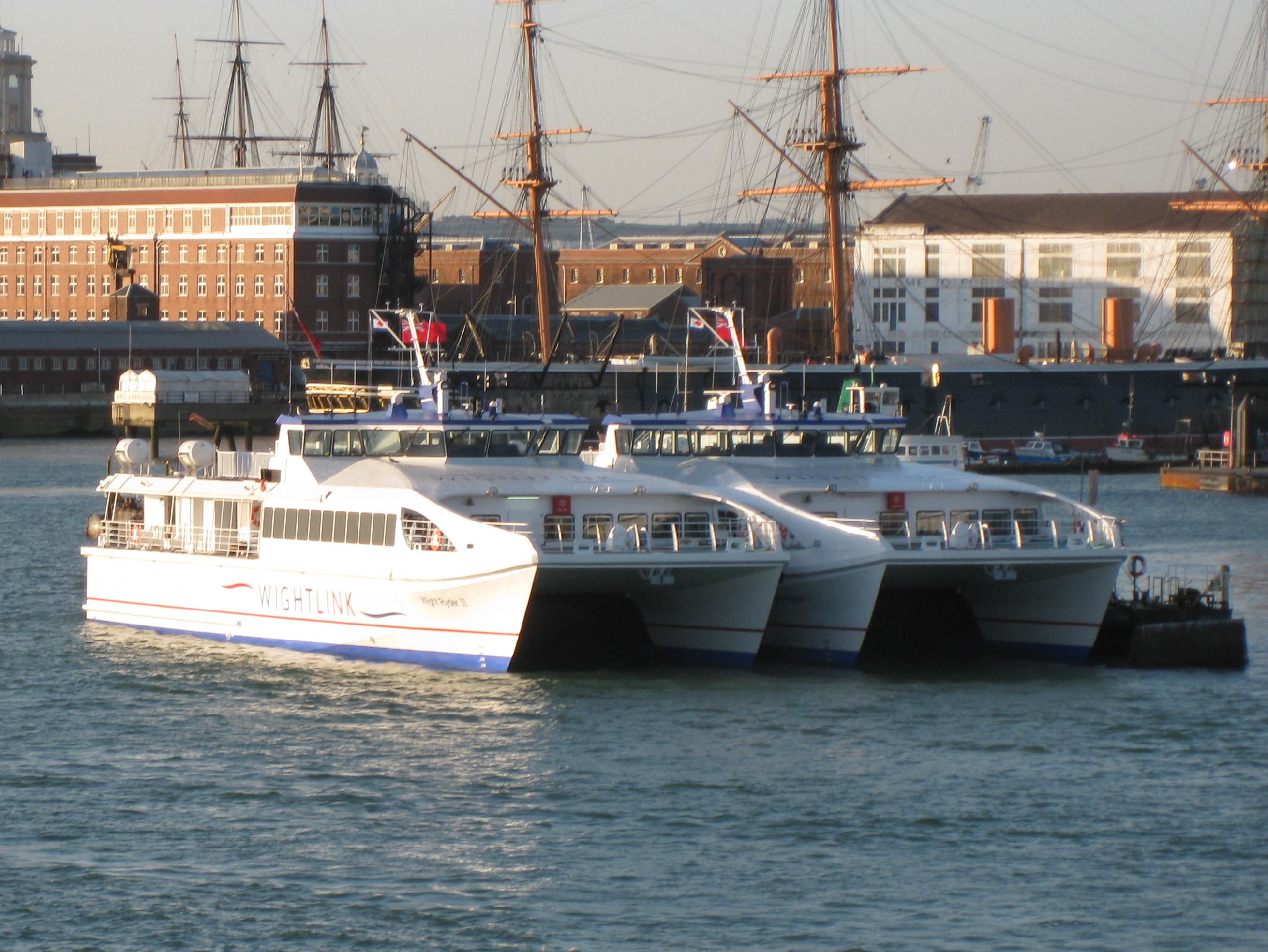
Пассажирские катамараны HSC Wight Ryder I и HSC Wight Ryder II в Портсмуте

«Wightlink» — британская транспортная компания. Занимается перевозкой пассажиров и автомобилей через пролив Те-Солент между населёнными пунктами Хэмпшира и острова Уайт. Использует автомобильные паромы и пассажирские катамараны. Штаб-квартира в Портсмуте.

## История

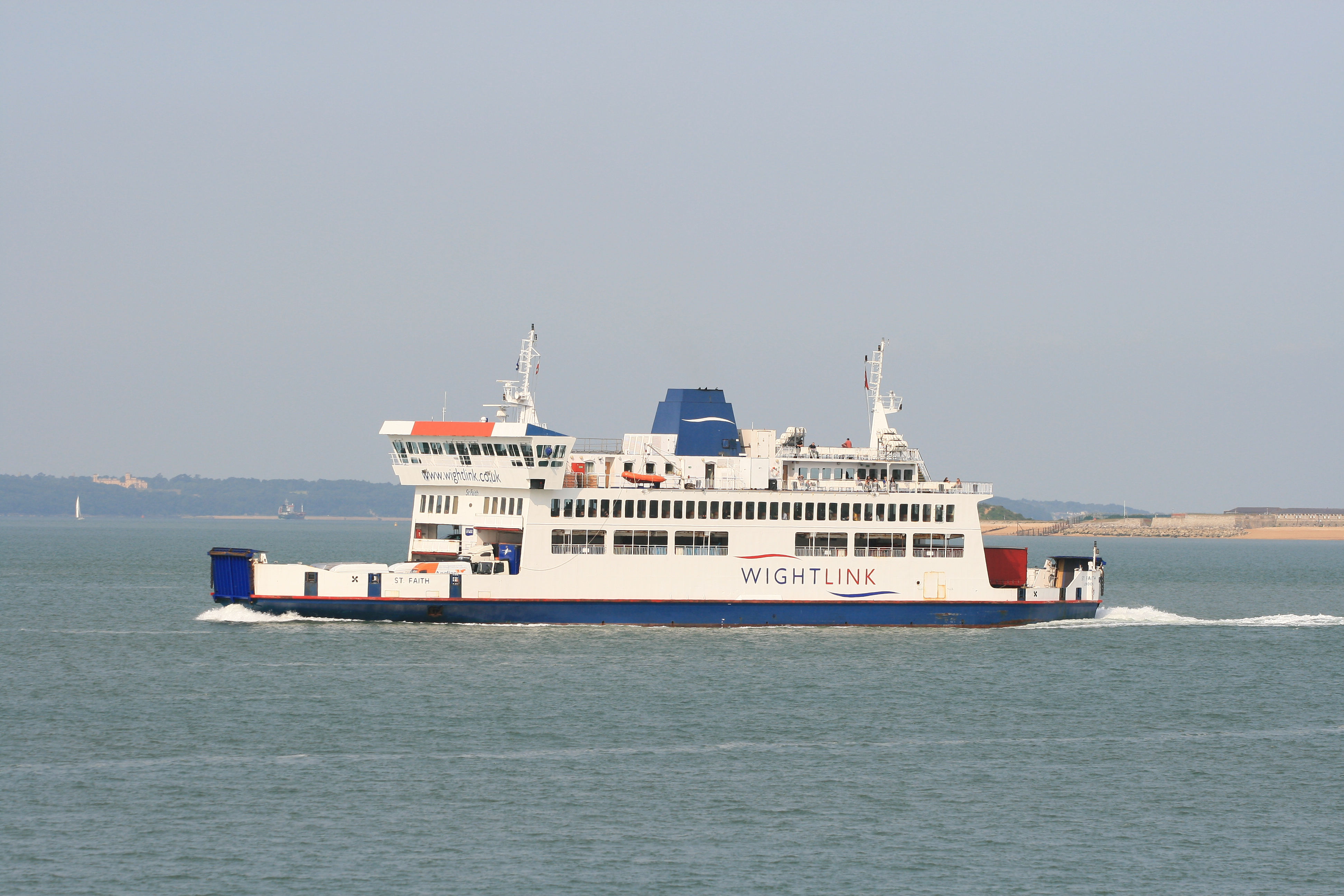
MV St Faith

Паромное сообщение через пролив Те-Солент ведет свою историю с конца XVIII века.
Собственно компания «Wightlink» основана в 1991 году.
В начале 1990-х в Райде был создан хоккейный клуб, позже названный «Wightlink Raiders», играющий в сезоне 2012/2013 в первом южном дивизионе Английской национальной хоккейной лиги.

## Маршруты
- Портсмут — Фишборн, остров Уайт: автомобильный паром
- Лимингтон — Ярмут: автомобильный паром
- Портсмут — пирс Райда: пассажирский катамаран[4]

## Флот

### Портсмут — Фишборн
Автомобильные паромы:
- MV St Helen — построен в 1983 году в Шотландии[5].
- MV St Cecilia — 1987, Англия[6]
- MV St Clare — 2001, Польша[7]
- MV St Faith — 1990, Англия[8]

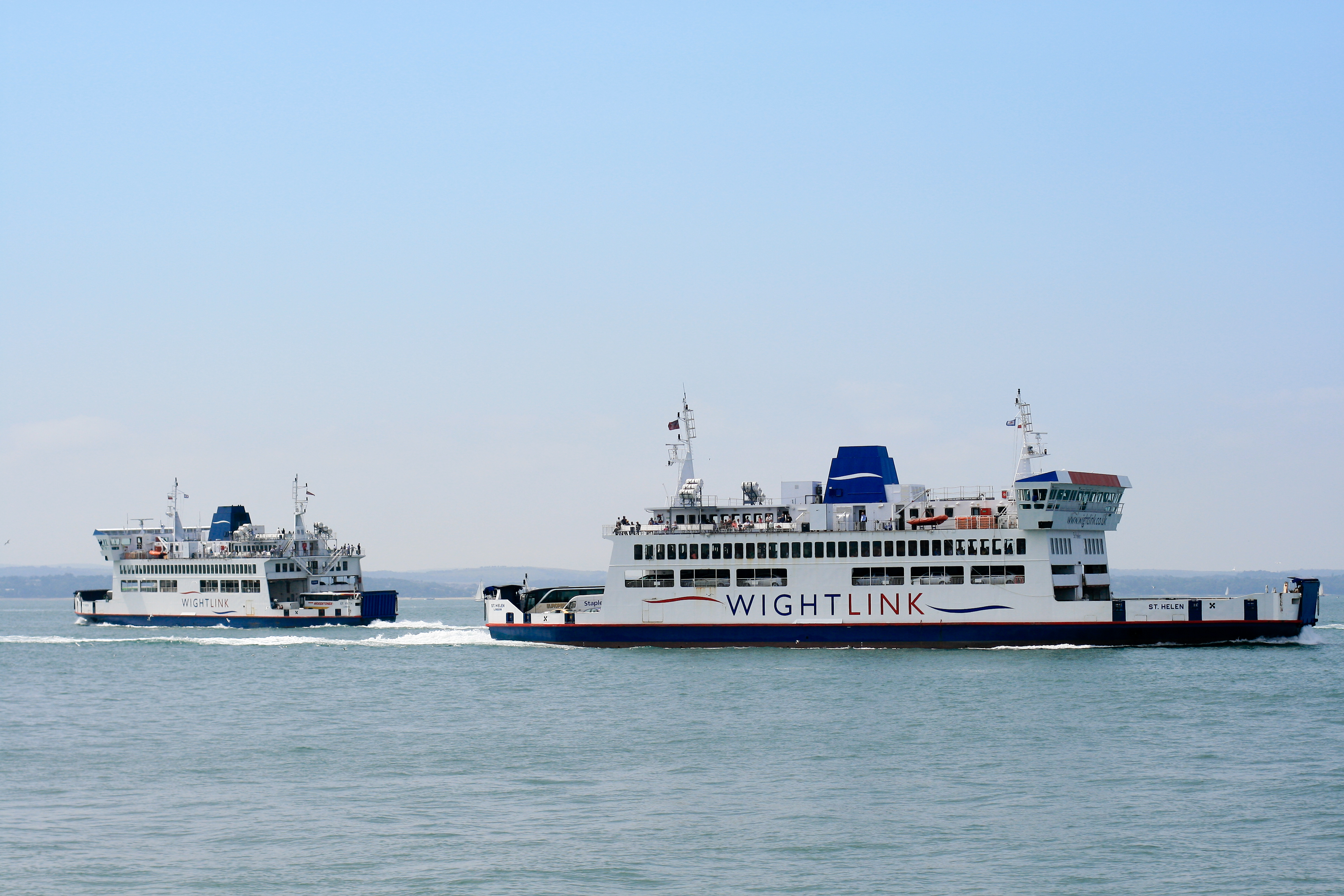
MV St Helen
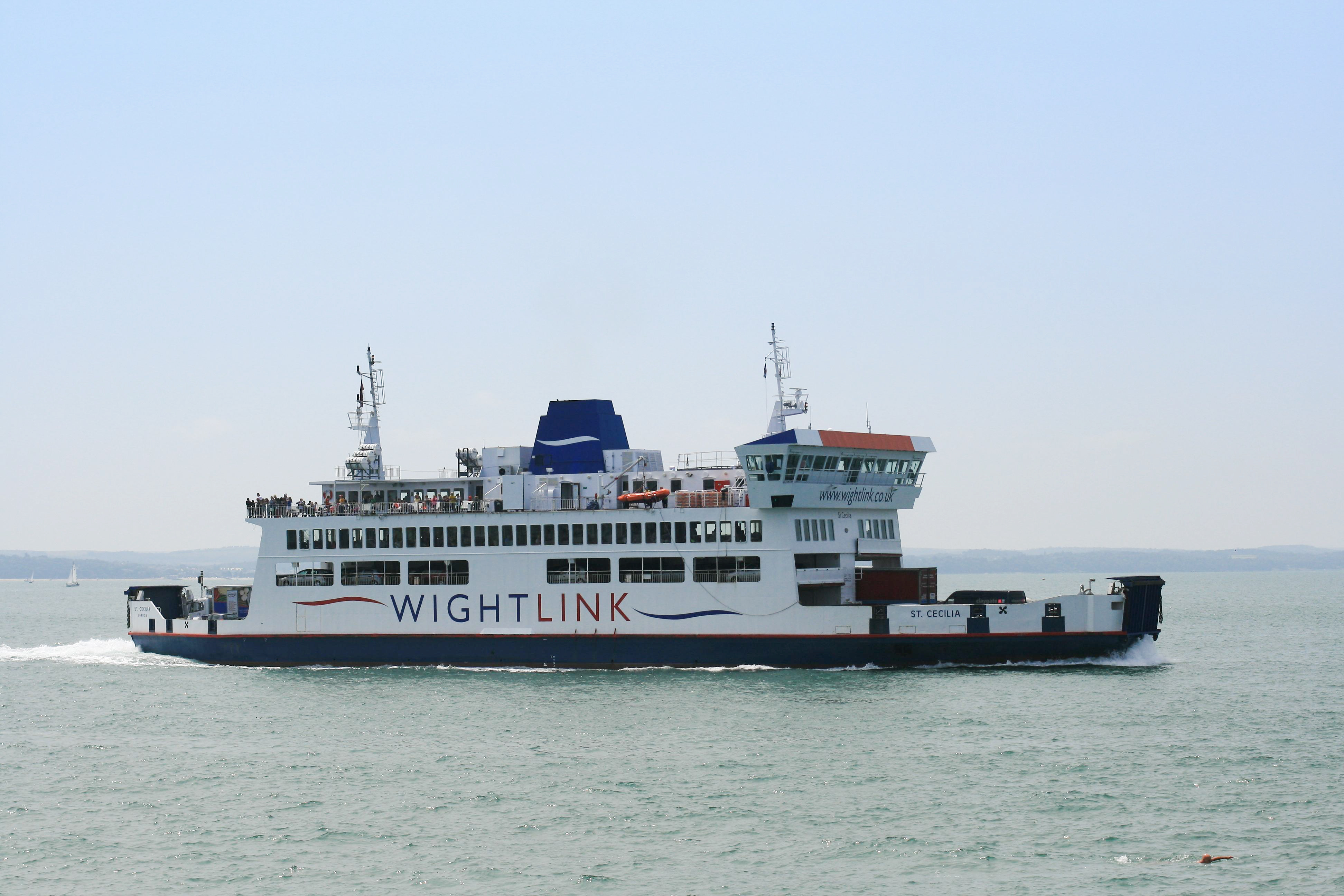
MV St Cecilia
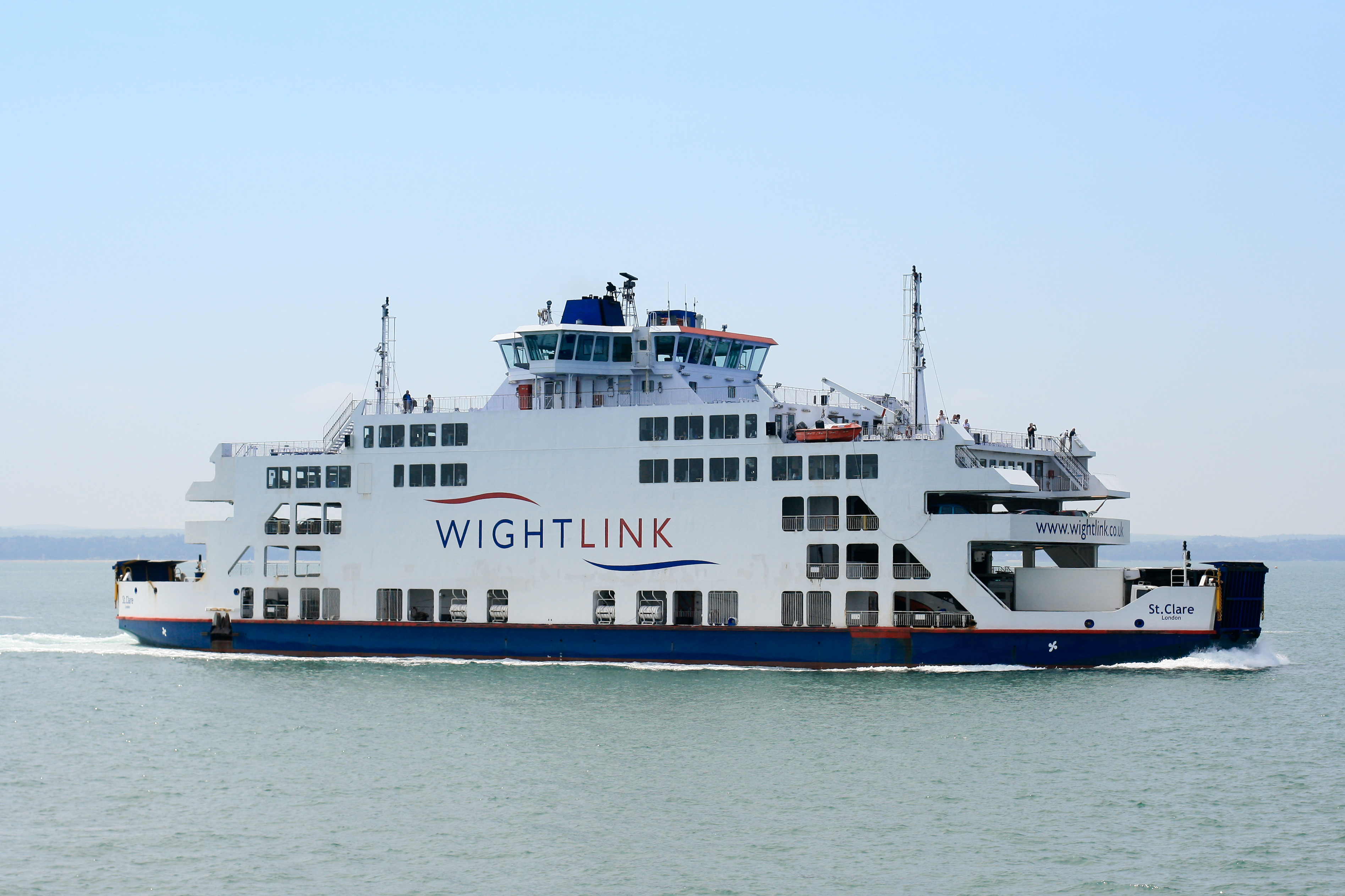
MV St Clare
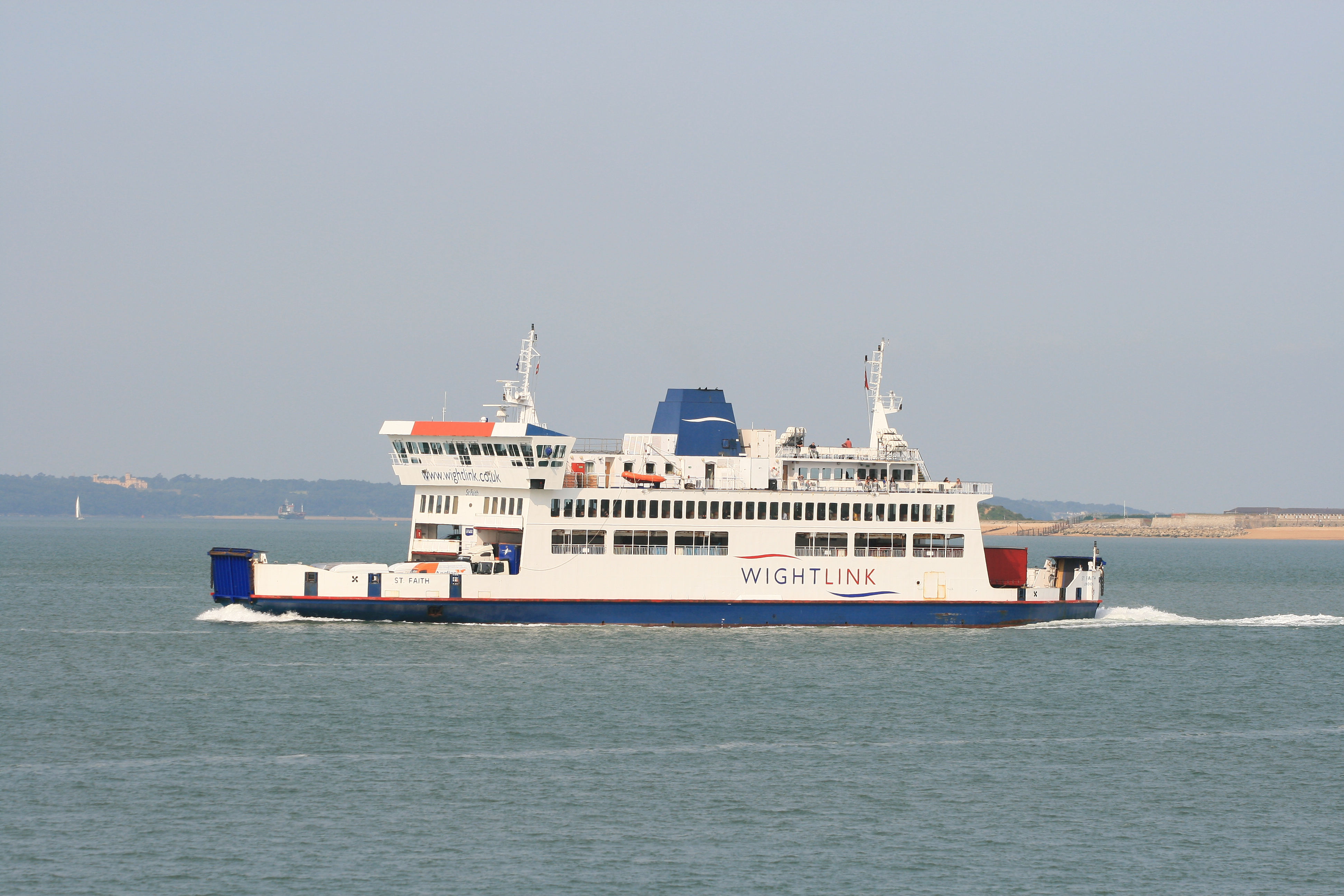
MV St Faith

### Лаймингтон — Ярмут
Автомобильные паромы:
- MV Wight Light — построен в 2008 году в Хорватии[9]
- MV Wight Sky — 2009, Хорватия[10]
- MV Wight Sun — 2008, Хорватия[11]

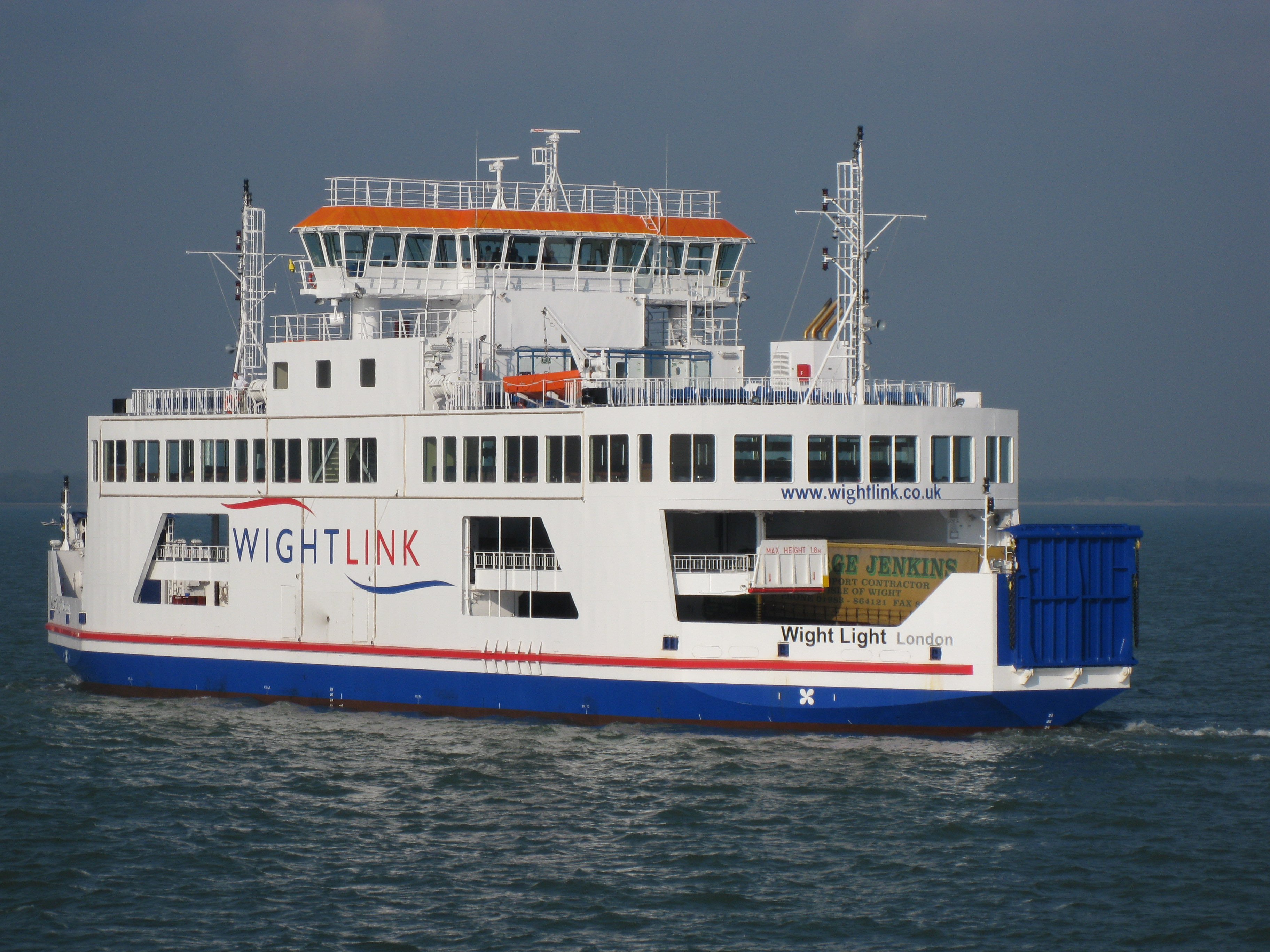
MV Wight Light
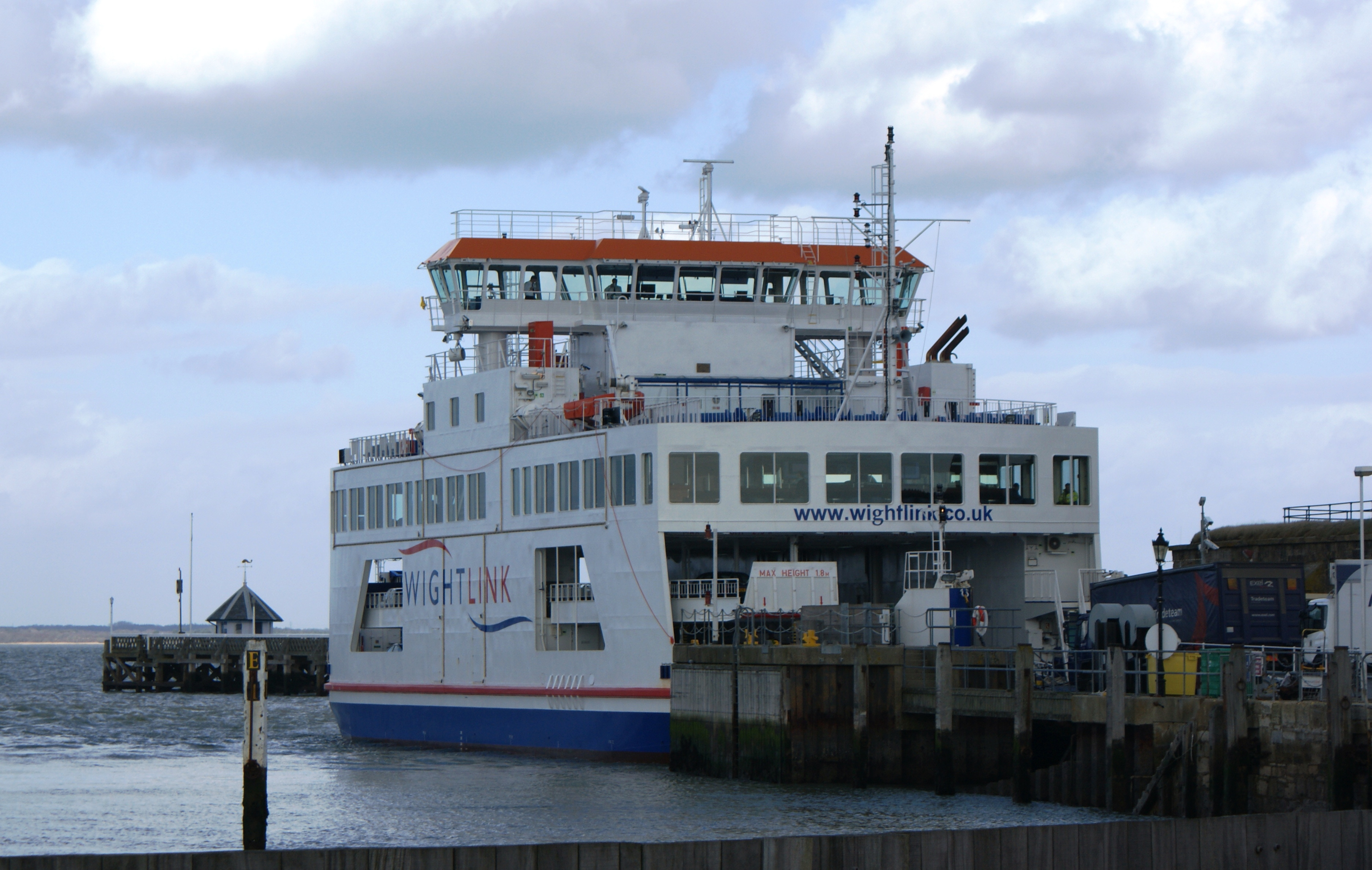
MV Wight Sky
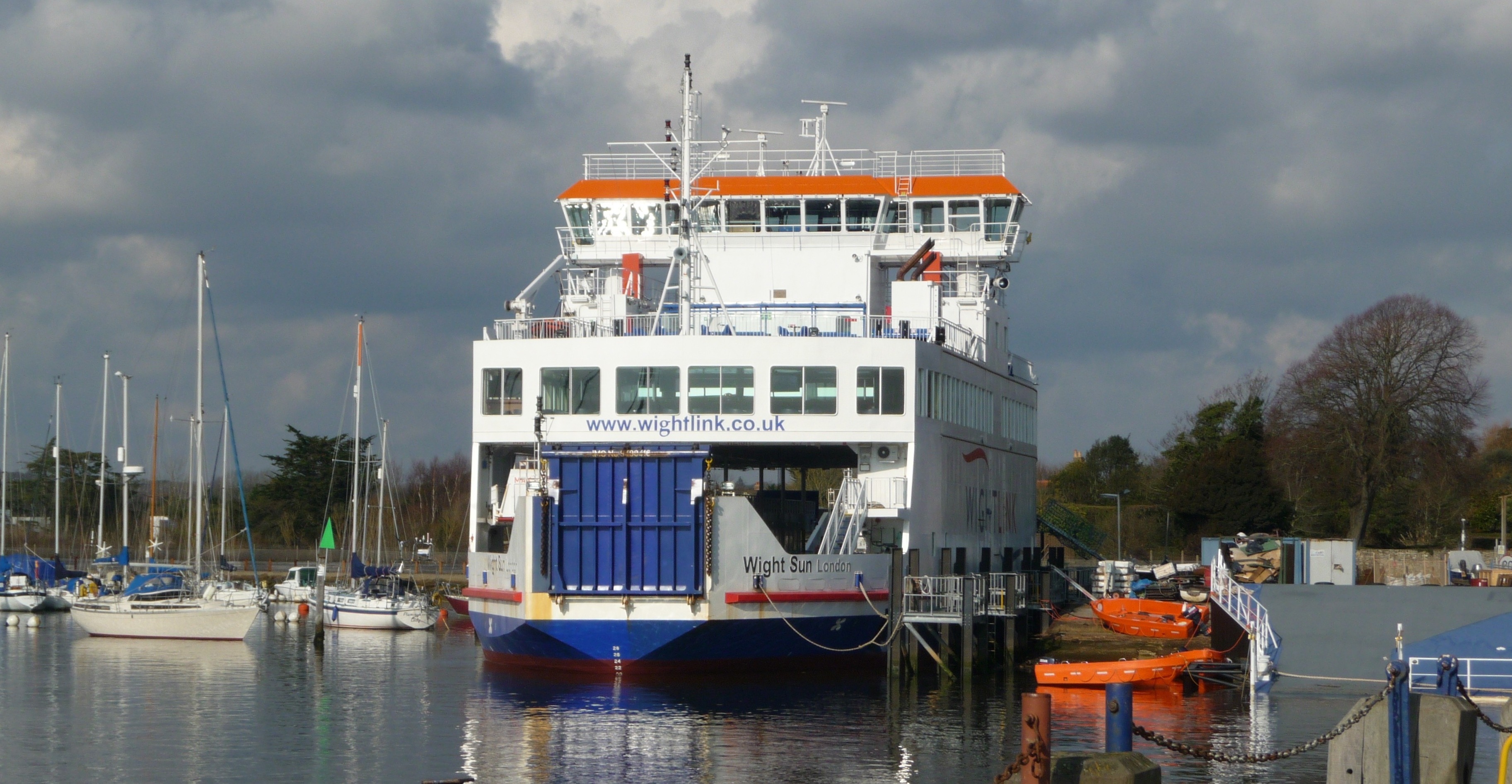
MV Wight Sun

### Портсмут — Райд
Пассажирские катамараны:
- HSC Wight Ryder I — построен в 2009 году на Филиппинах[12].
- HSC Wight Ryder II — 2009, Филиппины[13]